# Leuka
Leuka (in greco Λεύκα?, traslitterato anche Lefka; in turco Lefke) è un comune de facto appartenente alla Repubblica Turca di Cipro del Nord e, de iure, alla Repubblica di Cipro, con 11.091 abitanti (dati 2011).
La cittadina è compresa de facto nell'omonimo distretto (Cipro del Nord) o, de iure, nel distretto di Nicosia (Cipro); prima dell'istituzione del distretto di Leuka, avvenuta nel 2016, essa era inclusa nel distretto di Güzelyurt.

## Geografia fisica
Leuka sorge nei pressi dell'antica città di Soli. Essa si trova 6 km a ovest del villaggio distrutto di Petra.

## Origini del nome
Secondo Goodwin il nome Lefka significa "bianco" e deriva dal greco antico "lefkos". I turco-ciprioti usano una grafia leggermente alterata del nome, Lefke.

## Storia

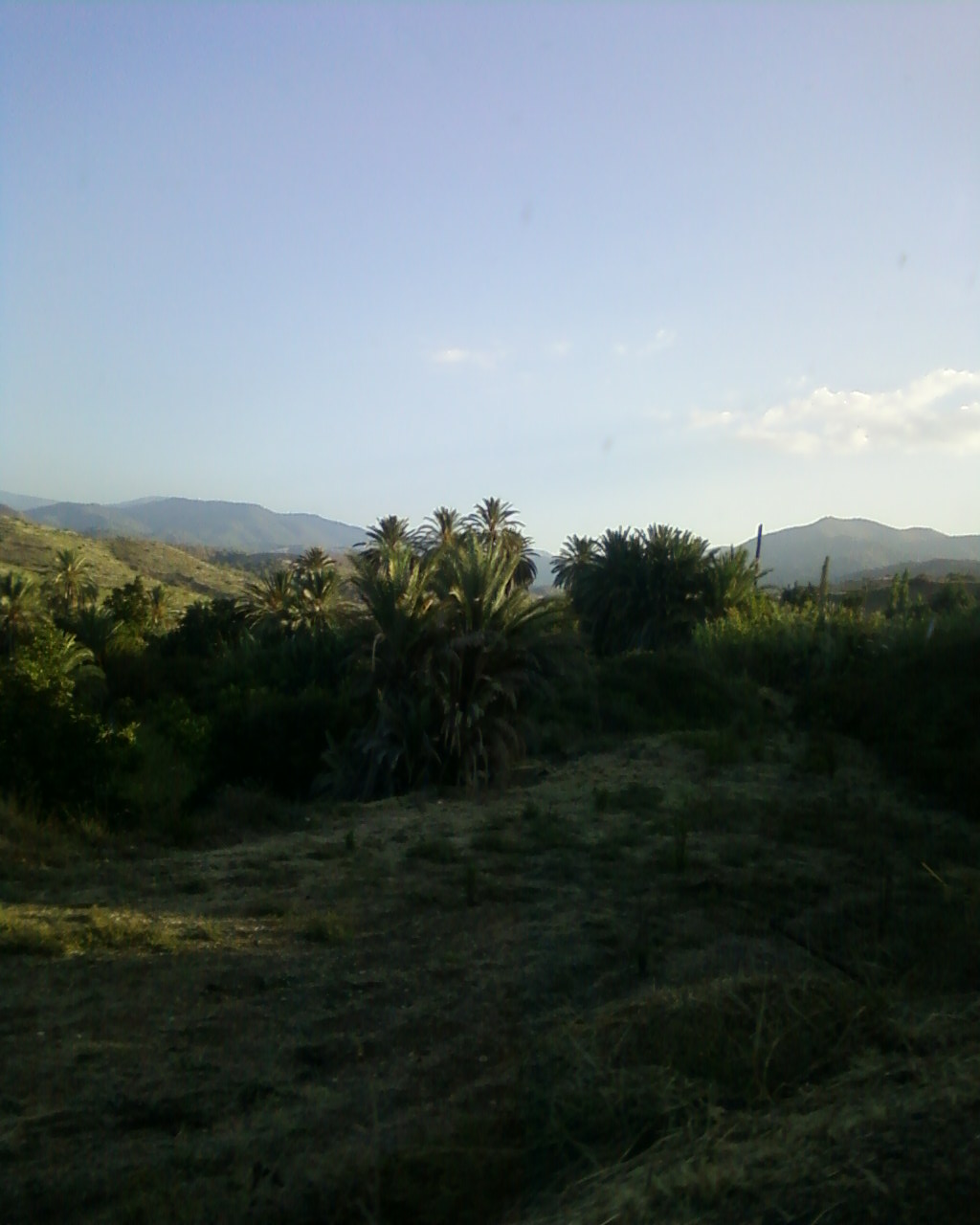
Paesaggio nei dintorni di Lefka: il territorio del paese ospita molte palme

Il primo insediamento nella zona di Lefka risale al periodo neolitico. Secondo un'ipotesi, la città fu fondata nel III secolo a.C. da Lefkos, il figlio del re d'Egitto Tolomeo, che si dice abbia anche fondato Nicosia (conosciuta come Lefkosia), e che abbia preso il suo nome. Un'altra ipotesi afferma che una ragazza cristiana malata di nome "Lefka", che significa pioppo in greco, venne in città per essere guarita dall'aria pulita delle montagne. Secondo la leggenda, ella visse a Lefka per molto tempo e morì nella città, e la città fu chiamata così per onorare la sua memoria.
Lefka è stata storicamente una città di estrazione del rame. Le riserve di rame intorno alla città furono sfruttate per la prima volta nella media età del bronzo. Il loro funzionamento continuò nel periodo fenicio e romano. Le miniere furono chiuse alla fine del periodo romano, intorno al 150. Antiche tombe risalenti alle epoche ellenistica e romana (tra il 310 a.C. e il 150 d.C.) sono state trovate intorno alla città. Nel periodo romano, la vicina Karavostasi serviva come città portuale per il commercio e il trasporto verso l'Egitto.
Una chiesa dedicata a San Giorgio è nota per essere esistita nella città durante il dominio bizantino. Sotto i Lusignano e i Veneziani, Lefka servì come capitale di distretto, sede di capitani franchi e latini, baroni e ufficiali. La famiglia reale lusignana si rifugiò nella città quando Cipro fu attaccata dai Mamelucchi nel 1425. Nel Medioevo, la città ospitava una locanda semplice e pulita che serviva come luogo di alloggio per coloro che visitavano le chiese di Soli, Vouni, Solia e Maratasa nelle montagne del Troodos. Il conte di Giaffa possedeva una fattoria nella vicina Peristeronari.
All'inizio del XVI secolo, la città era registrata come il centro di un bailaggio costituito da un gruppo di villaggi. La terra consisteva in possedimenti della corona, e durante i primi tre decenni del secolo, la popolazione contadina si moltiplicò, la quantità di terre coltivate così come il prezzo per l'affitto dei possedimenti aumentò, in linea con le tendenze demografiche ed economiche generali dell'epoca a Cipro. La coltivazione includeva piantagioni di zucchero nei possedimenti reali nel XIV e XV secolo. Lefka e Morphou erano state particolarmente preferite nell'acquisizione dei possedimenti reali per la redditizia coltivazione dello zucchero, essendo collocate alla fertile estremità occidentale della pianura della Messaria.
Dopo la conquista ottomana di Cipro nel 1571, i turchi provenienti dall'Anatolia si stabilirono nelle terre e nelle case che erano appartenute ai latini della città. Più tardi, anche gli ufficiali ottomani e i loro discendenti, il cui servizio nell'isola era terminato, si stabilirono nella città. Lefka divenne così una città mista con una maggioranza turco-cipriota e una minoranza greco-cipriota.
Fino al 1964, Lefka/Lefke era una cittadina mista a maggioranza turco-cipriota. 

## Società

### Evoluzione demografica
Secondo il censimento ottomano del 1831, i musulmani costituivano il 90% della popolazione di Lefka. Questa percentuale scese leggermente all'80% nel 1891, quasi quindici anni dopo l'arrivo degli inglesi. Nel corso del XX secolo, la crescita demografica del villaggio è stata abbastanza costante, aumentando sostanzialmente quando le miniere di rame nelle località vicine hanno iniziato a funzionare nel 1921. Queste miniere hanno attirato molti lavoratori e le loro famiglie da tutta Cipro, che si sono poi stabiliti nella città. Nel 1960 la popolazione di Lefka era di 3.674 abitanti, con un notevole aumento rispetto ai 1.162 del 1921.
Le prime violenze legate al conflitto si verificarono alla fine degli anni '50, quando la maggior parte dei greco-ciprioti della città fuggì dalle tensioni intercomunitarie causate dalla lotta dell'EOKA. Nel 1960 erano rimasti solo 88 greco-ciprioti in città. Tuttavia, quattro anni dopo, sempre a causa delle tensioni intercomunitarie, tutti i grecociprioti rimasti a Lefke abbandonarono la città. Sebbene nessuno dei turco-ciprioti della città sia stato sfollato negli anni '60, in quel periodo il villaggio è stato un importante centro di accoglienza per molti turco-ciprioti sfollati dai villaggi vicini. Secondo Richard Patrick, la prima evacuazione nella regione di Lefka ebbe luogo a Karavostasi e Xeros alla fine del dicembre 1963, quando gli irregolari greco-ciprioti costrinsero alcuni turco-ciprioti ad andarsene sotto la minaccia delle armi. Patrick sostiene che queste vessazioni erano probabilmente una punizione per la già citata evacuazione di centinaia di greco-ciprioti da Lefka nel 1958 durante la campagna dell'EOKA. La seconda ondata di sfollamenti seguì l'accordo sulla libertà di movimento del gennaio 1964. La maggior parte delle famiglie sfollate durante questi due periodi di conflitto trovò rifugio a Lefke e Richard Patrick registrò 900 sfollati turco-ciprioti ancora residenti a Lefke nel 1971. Gli sfollati turco-ciprioti provenivano principalmente da villaggi come Xeros- Karavostasi/Gemikonağı, Flasou, Peristerona, Koutrafas/Kurtboğan, Morphou/Güzelyurt, Akaki/Akaça, Agios Epiphanios/Esendağ, Linou, Korakou, Petra/Dereli, Peristerona, Agioi Iliofotoi/Zeytinlik, Orounta, Mansoura/Mansur, Sellain T'api/Selçuklu.

Lefka/Lefke è attualmente occupata in gran parte dai suoi abitanti originari. Inoltre, sono rimasti in città alcuni turco-ciprioti sfollati dai loro villaggi originari nel 1964 o nel 1974. Dalla metà degli anni '80, da quando è stata istituita l'Università Europea di Lefke, molti cittadini turchi e di Paesi terzi sono venuti a studiare, risiedendo in città per almeno quattro anni. Secondo l'ultimo censimento turco-cipriota del 2006, la popolazione del villaggio era di 2.908 abitanti.

## Monumenti e luoghi di interesse

### Architetture religiose
Il villaggio ospita tre moschee. Queste sono la Moschea di Piri Mehmed Pascià, la Moschea Orta ("Moschea di mezzo") e la Moschea Aşağı ("Moschea inferiore"). La Moschea di Piri Mehmed Pascià è di gran lunga la più antica. Si dice che il suo sito sia quello della chiesa bizantina di San Giorgio. L'edificio attuale fu costruito nel 7º secolo come chiesa, poi convertito in moschea durante le incursioni arabe a Cipro fino al 10º secolo. Era in condizioni rovinose al tempo della conquista ottomana di Cipro del 1571.
Ebubekir Bey, un ufficiale ottomano e nipote dell'ex gran visir ottomano Piri Mehmed Pascià, fece riparare l'edificio e creò una fondazione con il nome di suo nonno per mantenere la moschea. Una madrasa e una scuola elementare furono costruite accanto alla moschea tra il 1580 e il 1584. La moschea Orta fu costruita nel 1904 e la moschea Aşağı fu completata nel 1901. Al posto della Moschea Aşağı c'era un'altra moschea, probabilmente costruita tra la fine del XVIII e l'inizio del XIX secolo. La "Moschea di mezzo" è così chiamata per la sua posizione centrale nella città, e la "Moschea inferiore" è così chiamata perché si trova nel quartiere più basso della città.

### Architetture civili
Lefka contiene numerose case storiche in stile architettonico cipriota-ottomano. La maggior parte di questi edifici sono stati costruiti tra il 1900 e il 1930, e mentre sono principalmente in stile architettonico ottomano, presentano anche elementi di architettura greca, come le colonne ioniche. Ciò indica che molte di queste case furono costruite da maestranze greco-cipriote. Le case hanno caratteristiche finestre a bovindo e archi all'interno. Tutte hanno cortili interni, che riflettono la vita familiare islamica conservatrice e chiusa tipica dell'inizio del XX secolo. Esse si trovano lungo strade strette e incontaminate; i palazzi più interessanti si trovano nelle vie Nekipzade, Hacı Emin e Salih Suphi.

### Siti archeologici
- Soli - antica città greca;
- Palazzo di Vouni - sulla cima di una collina alta 250 m a strapiombo sul mare a 9 chilometri a ovest di Gemikonağı;

### Altro
Altri luoghi di interesse sono:
- Tomba di Piri Osman Pasha;
- Magazzino del periodo britannico;

## Amministrazione

### Gemellaggi
Lefka è gemellata con:
- Bergama, Izmir[6]
- Malatya[7]
- Silifke, Mersin[8]
- Elmadağ, Ankara[9]

### Altre informazioni amministrative
Nel 2015, Lefka è diventata membro di Cittaslow International.